# Buyo (betel)

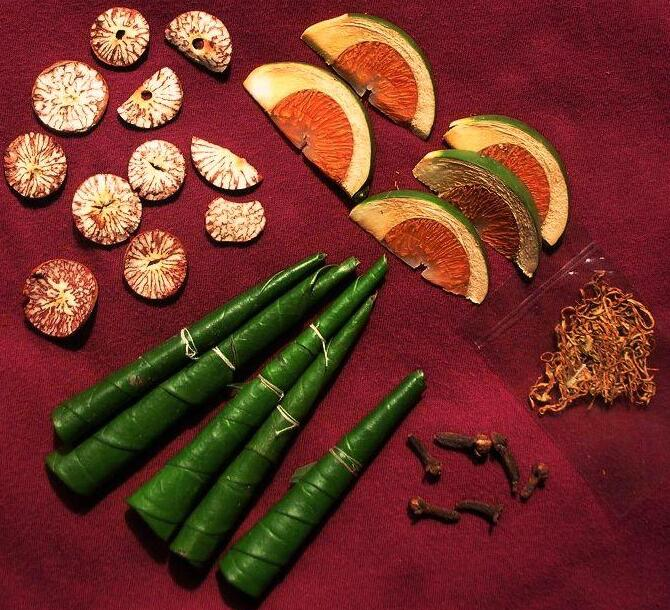
Distintos elementos utilizados en una sesión de mascado. Las hojas de betel son dobladas de diversas maneras. Tajadas de nuez de areca seca se muestran en la parte superior izq. y trozos de nuez de areca frescas en la parte superior der. La bolsita a la derecha contiene tabaco, una modalidad relativamente reciente.

El buyo es una mezcla estimulante de la nuez de areca, hoja de betel y cal de conchas, mezclado a veces con tabaco curado, y aderezado con clavo de olor, cardamomo, anís, endulzantes u otros ingredientes según el gusto local, que se masca en el Sudeste y Sur de Asia por su efecto estimulante y psicotrópico. Es una sustancia adictiva y un cancerígeno de primer orden.
Existen múltiples variedades. Algunas preparaciones del sudeste asiático incluyen pasta de katha o mukhwas para refrescar el aliento. Es muy común su consumo en Asia, y otros sitios con inmigrantes asiáticos, ya sea con o sin el agregado de tabaco, es un producto adictivo y que induce euforia con efectos nocivos sobre la salud. Paan es el nombre que recibe en el norte de India, pero recibe otros nombres en otros países donde también se consume. También se denomina mezcla de betel (betel quid) en especial cuando la mistura se deja en la boca o se aplica en la cavidad bucal en contacto con la mucosa sin necesidad de masticarla. 

## Denominación
En español  se conoce a este estimulante con el término "buyo", de origen incierto, véase galeón de Manila. En la obra clásica más importante de la literatura filipina, Noli me tangere de José Rizal aparece múltiples veces, por ejemplo en el contexto del pueblo filipino presenciando una comedia teatral: 

Era tal el gozo que experimentaban la mayoría de los espectadores, que les caía la baba, teñida de color chocolate por el buyo, que masticaban con fruición, para que la dicha fuese completa.
Noli me tangere, capítulo XXIV 

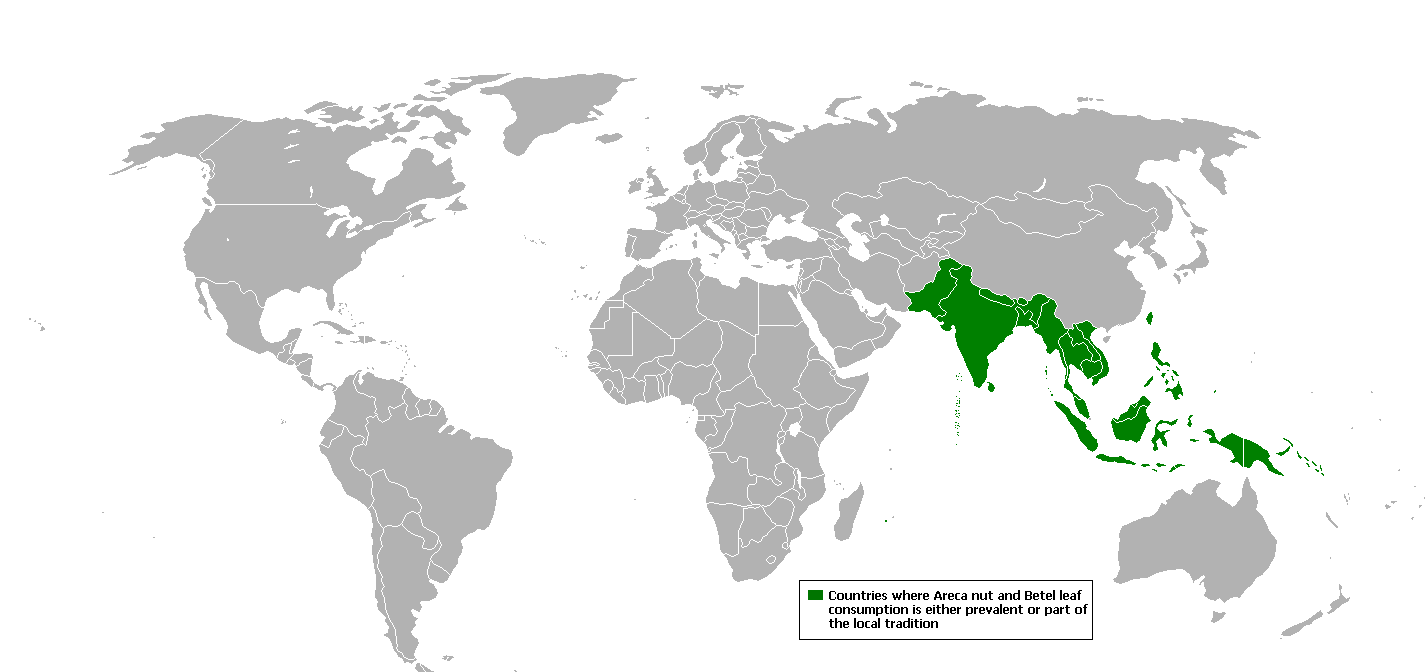
Áreas de consumo

También hace referencia a como se consideraba un hábito típicamente asiático, en ocasiones rechazado por el pueblo más europeizado:

-Ibarra es un chico prudente y muy instruido.
-¿De veras?

-Al menos en el poco tiempo que le he oído no ha demostrado otra cosa. Cierto que habla de progreso y libertad, pero lo mismo les sucede a todos los jóvenes que vienen de Europa. Dentro de unos cuantos meses volverá a mascar buyo y a comer morisqueta. Anoche comenzaron las hostilidades.
Noli me tangere, capítulo VIII

El buyo es conocido con múltiples nombres por toda Asia.
- En el Sudeste: maak en tailandés, mama o maman en ilokano, sirih en indonesio, suruh en javanés, sla (ស្លា) en jemer, mark (ໝາກ) en lao, sireh en idioma malayo, ngangà en tagalo y buai en Tok Pisin.
- En el subcontinente indio: paan en asamés, foah en dhivehi, beeda en hindi, veelya o taamboola o yele adike en canarés, vetrrilai o thambulam en tamil, killi o tambulum en telugu, bulath en cingalés, faan en sylheti y gillauri en urdú.

En inglés y otros idiomas europeos see suele usar el término paan, del sánscrito parṇa que significa hoja.

## Historia
Basado en indicios arqueológicos, lingüísticos y botánicos, la propagación de la masticación de areca está  asociada con los pueblos austronesios. El buyo requiere la combinación de areca (Areca catechu) y hoja de betel (Piper betle). Ambas plantas son nativas de la región entre Insulindia y Australasia. Se cree que A. carechu es originario de Filipinas, donde tiene la mayor diversidad morfológica y la mayor cantidad de especies endémicas estrechamente relacionadas. Sin embargo, se desconoce el origen de la domesticación de la parra de betel. También se desconoce cuándo se combinaron los dos, ya que la nuez de areca sola se puede masticar por sus propiedades narcóticas. En el este de Indonesia, las hojas del Piper Caducibracteum silvestre se cosechan para usan en lugar de las hojas de betel.
Hay indicios dudosos de mascado de buyo de al menos 13.000 a. C. en el yacimiento de Kuk (Nueva Guinea), por los restos de areca recuperados, pero se sabe que esto podría deberse a la contaminación moderna de los materiales de muestra. Afirmaciones similares también se han hecho en otros sitios más antiguos con Areca sp., pero ninguno puede identificarse de manera concluyente como A. carechu y su asociación con la hoja de betel es tenue o inexistente.
La evidencia inequívoca más antigua de masticación de betel es de Filipinas. Específicamente, el de varias personas encontradas en un pozo funerario del yacimiento de la cueva Duyong, isla de Palawan, datado hacia el 4630±250 a. C. La dentición de los esqueletos está manchada, rasgo de los masticadores de betel. La tumba también incluye conchas de Anadara utilizadas como contenedores de cal, una de las cuales todavía contenía cal. Los sitios de entierro en Bohol (primer milenio d. C.) también muestran las distintivas manchas rojizas. Basado en la evidencia lingüística de cómo el término protoaustronesio reconstruido *buaq que originalmente significaba "fruto" pasó a significar "nuez de areca" en proto-malayo-polinesio, se cree que el mascado de buyo se desarrolló originalmente en algún lugar de Filipinas poco después del comienzo de la expansión austronesia (hacia el 5000 a. C.). Desde Filipinas, se extendió de vuelta a Taiwán, así como al resto de Austronesia.

## Galería

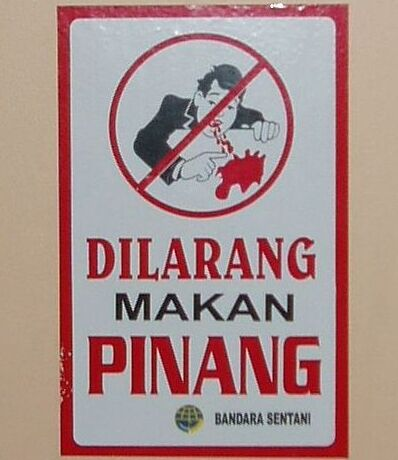
Cartel en Indonesia; la leyenda dice, "Se prohíbe el consumo de betel"
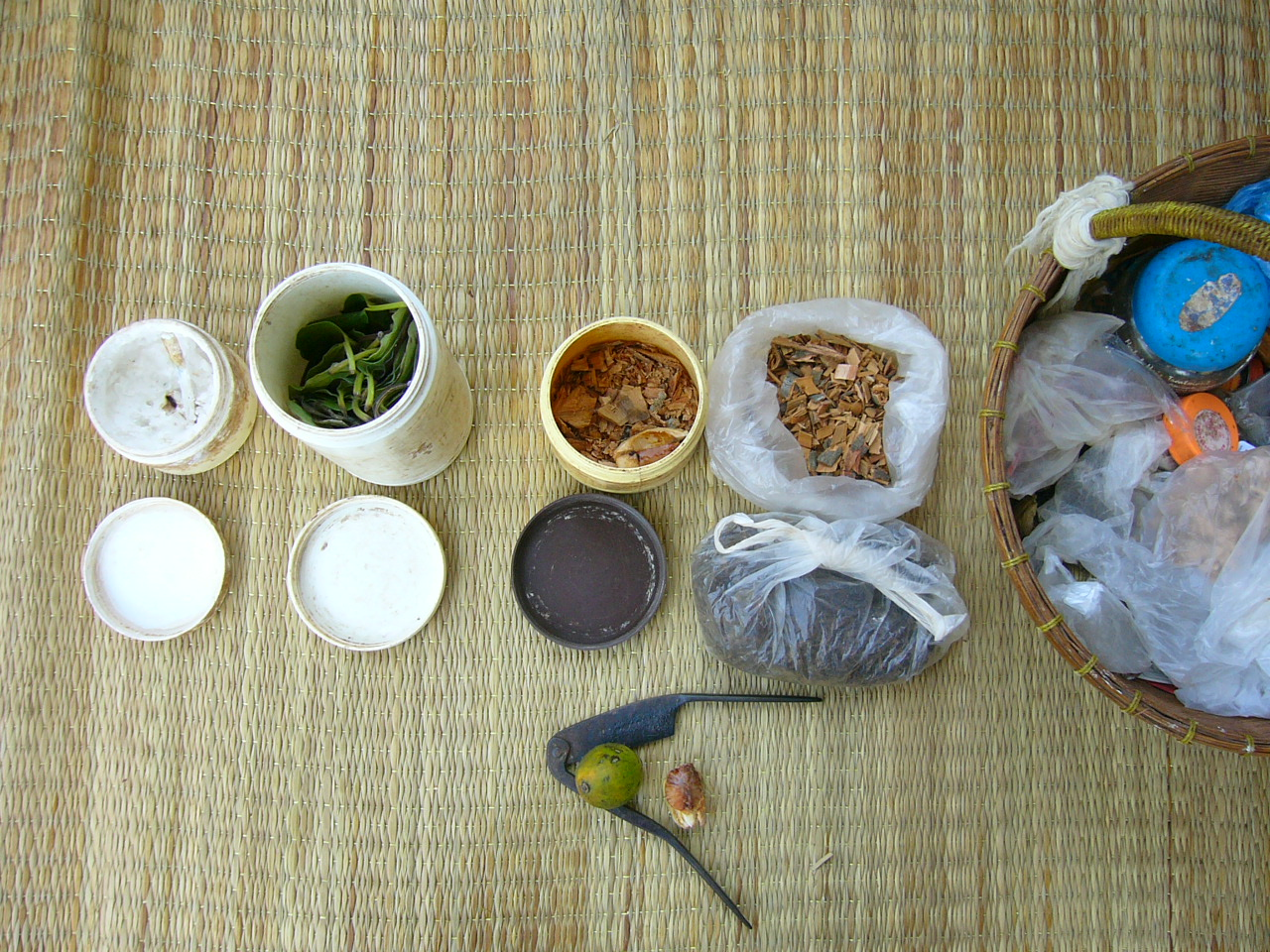
Ingredientes del buyo
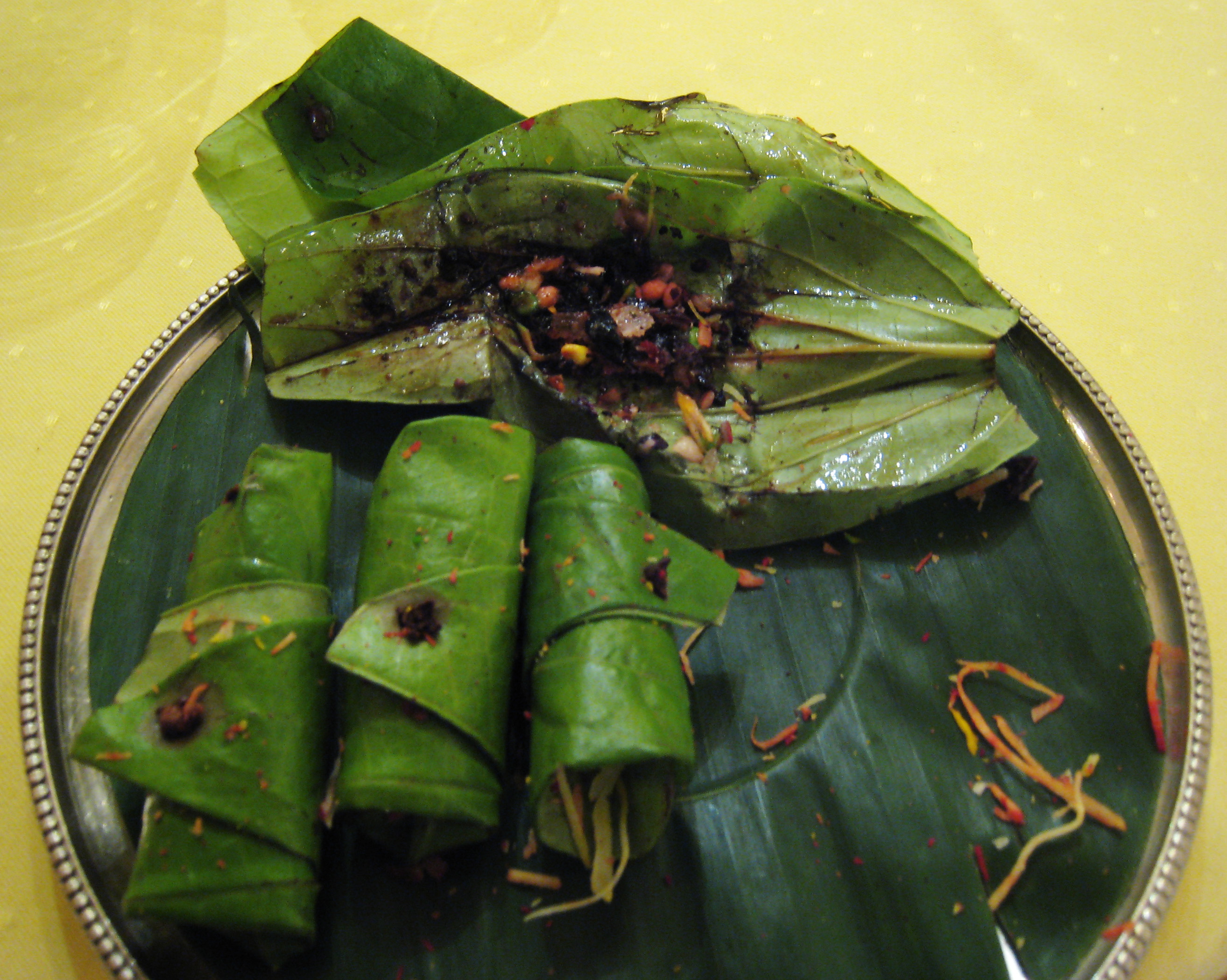
Buyos al estilo del sur de la India
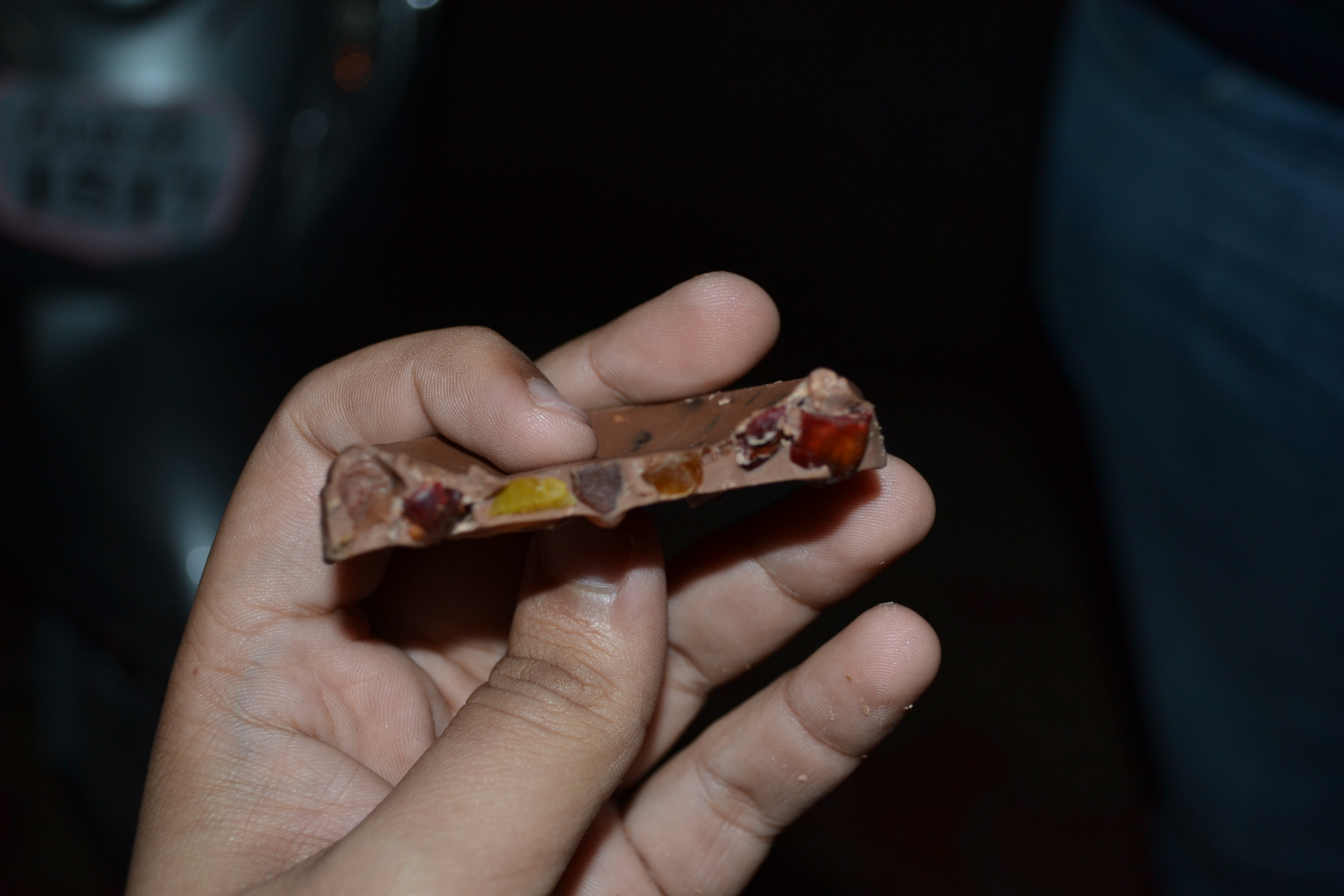
Chocolate con los ingredientes del buyo
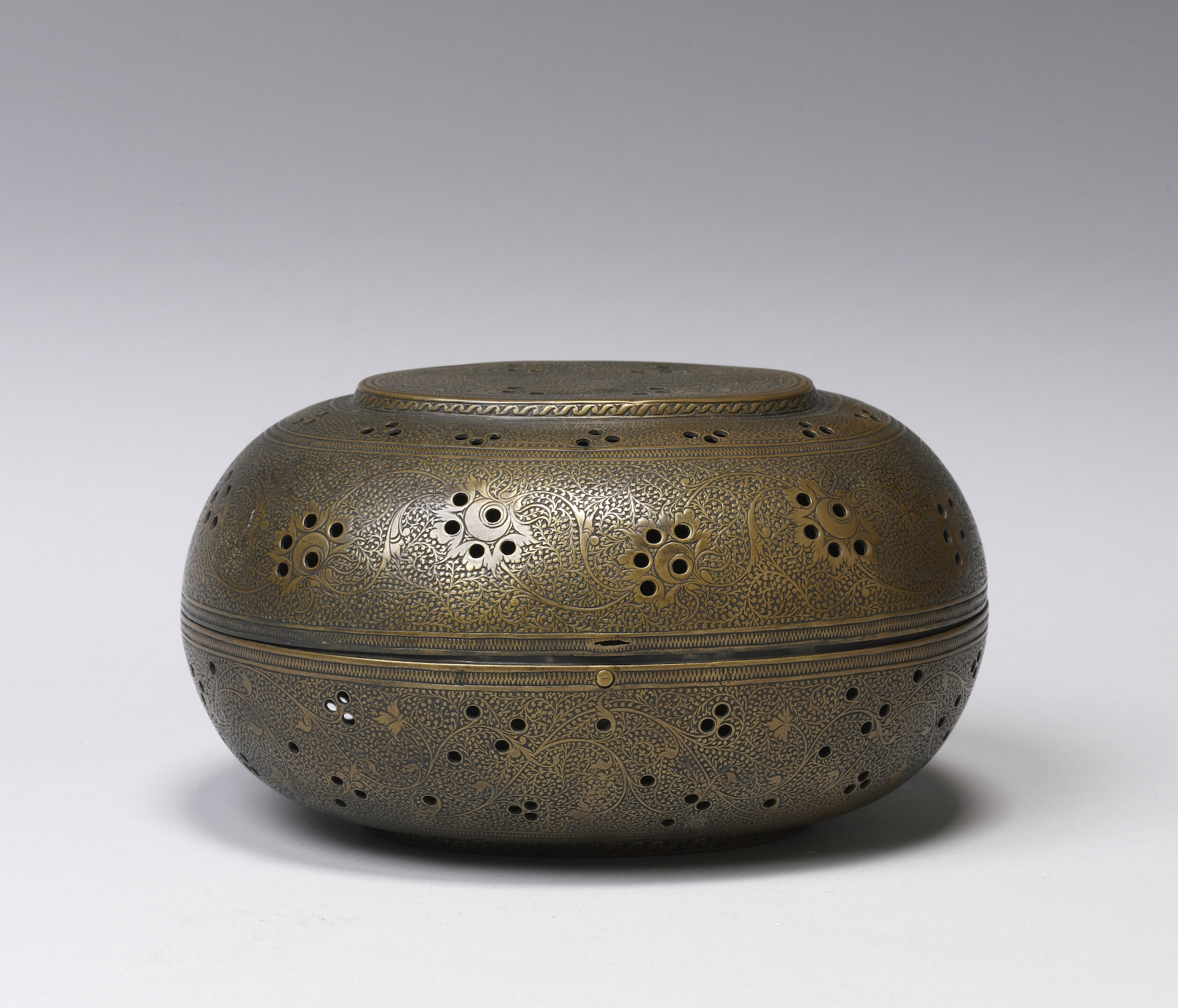
Caja india del siglo XIX para guardar los buyos
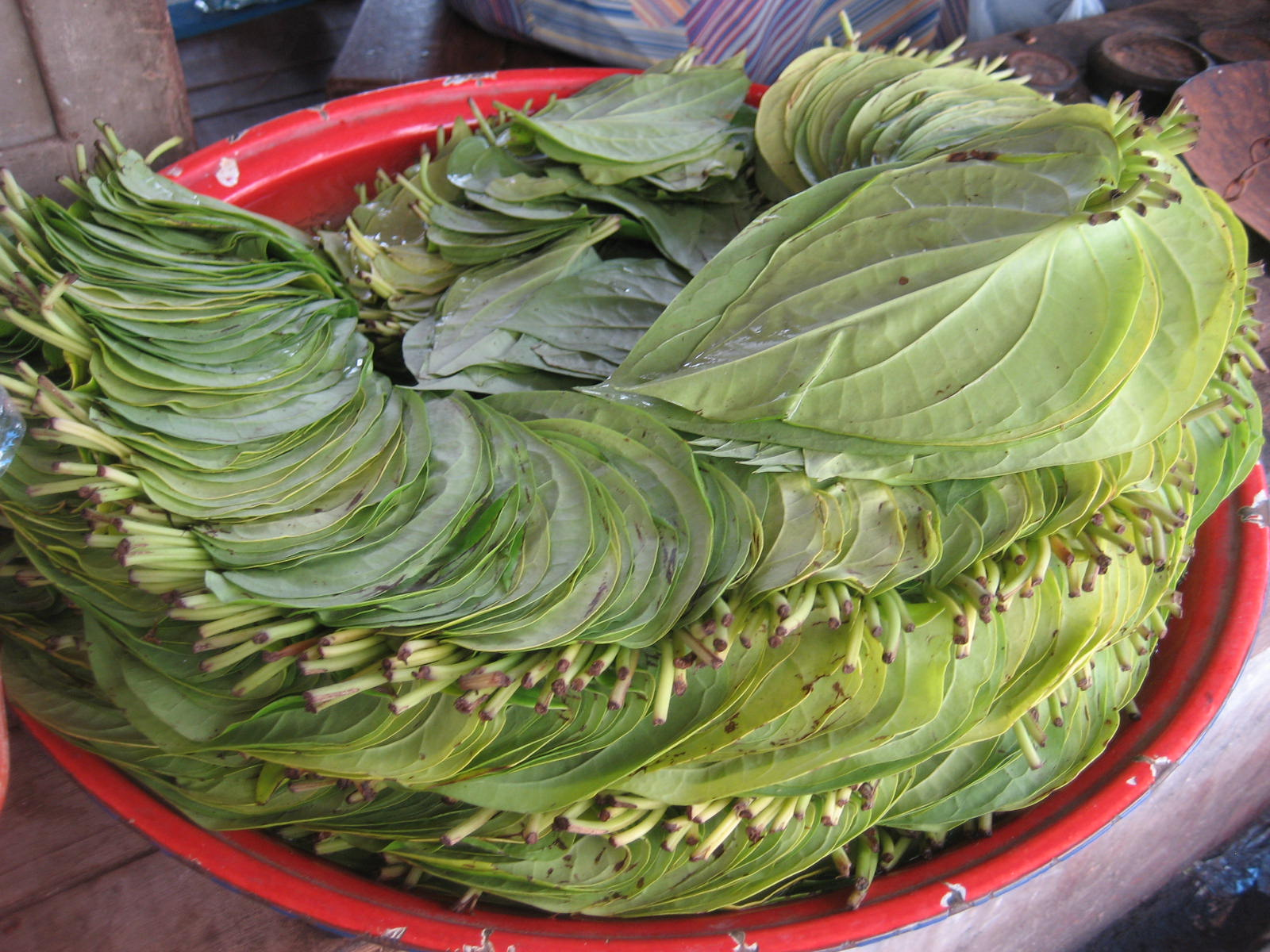
Hojas de betel en un mercado en Mandalay, Birmania.
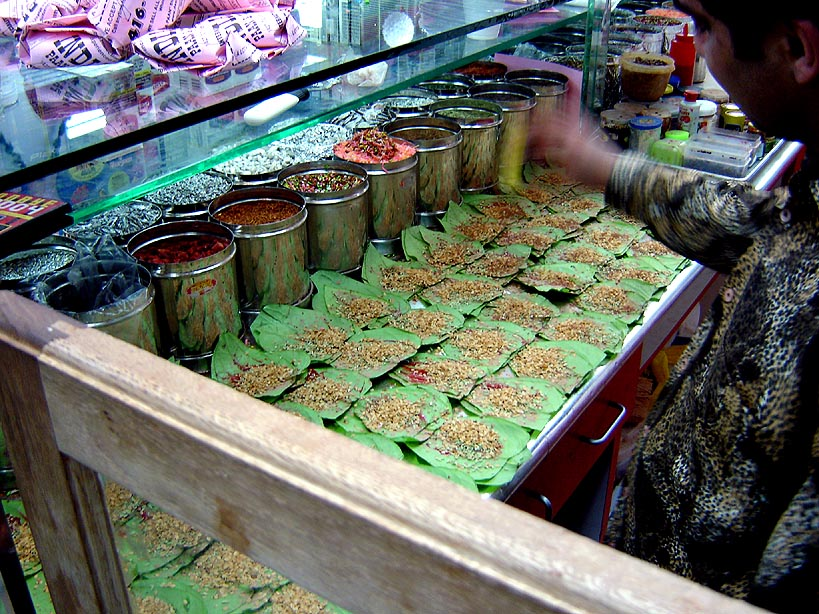
Preparación de buyos